# Aloe menyharthii
Aloe menyharthii é uma espécie de liliopsida do gênero Aloe, pertencente à família Asphodelaceae.